# 레진 크레스팽

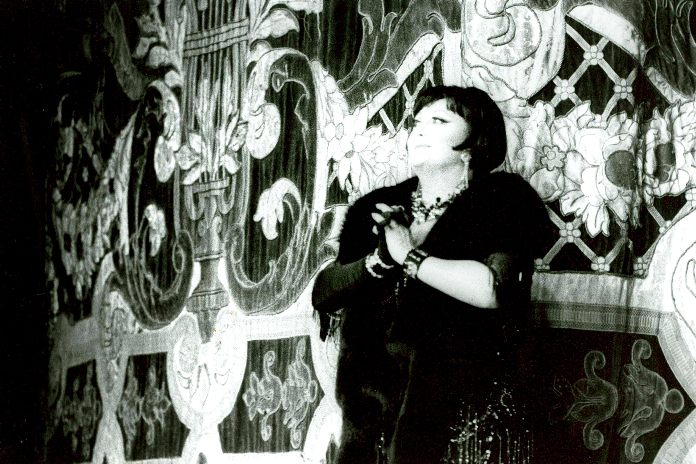
1987년

레진 크레스팽(Régine Crespin, 1927년 2월 23일 ~ 2007년 7월 5일)은 프랑스의 가수이다.
프랑스 마르세유에서 출생했다. 파리음악원과 쉬잔 세스브롱 비즐을 졸업했다. 1950년 바그너의 오페라 <로엔그린>의 엘자역 맡음. 바그너·R. 슈트라우스의 오페라, 프랑스 가곡 부름. 1950년대에서 1960년대에 걸쳐 프랑스계 최고의 드라마틱 소프라노로서 활약했다. 프랑스 가수로서 바그너 소프라노로서 명성을 얻은 유일한 사람이다. 또한 포레, 드뷔시 등의 프랑스 가곡에서는 결이 곱고 우안한 노래를 들려주었다. 그 우아하고 세련된 표현은 <장미의 기사>의 원수 부인도 적격이어서 이 역으로 코벤트가든왕립오페라극장과 메트로폴리탄오페라극장에 데뷔했다. 1958년의 바이로이트 음악제에서는 <파르지팔>의 쿤드리를 불렀고 디스크에서는 <니벨룽겐의 반지>의 브륀힐데와 지클린데도 불렀다. 당연히 최고의 호평을 받은 역이었던 원수 부인도 1969년에 솔티 지휘로 디스크화되었다. 후에는 오펜바흐의 <제를스틴 대공비> 등 오페레타도 레퍼토리로 했다.